# Březňák

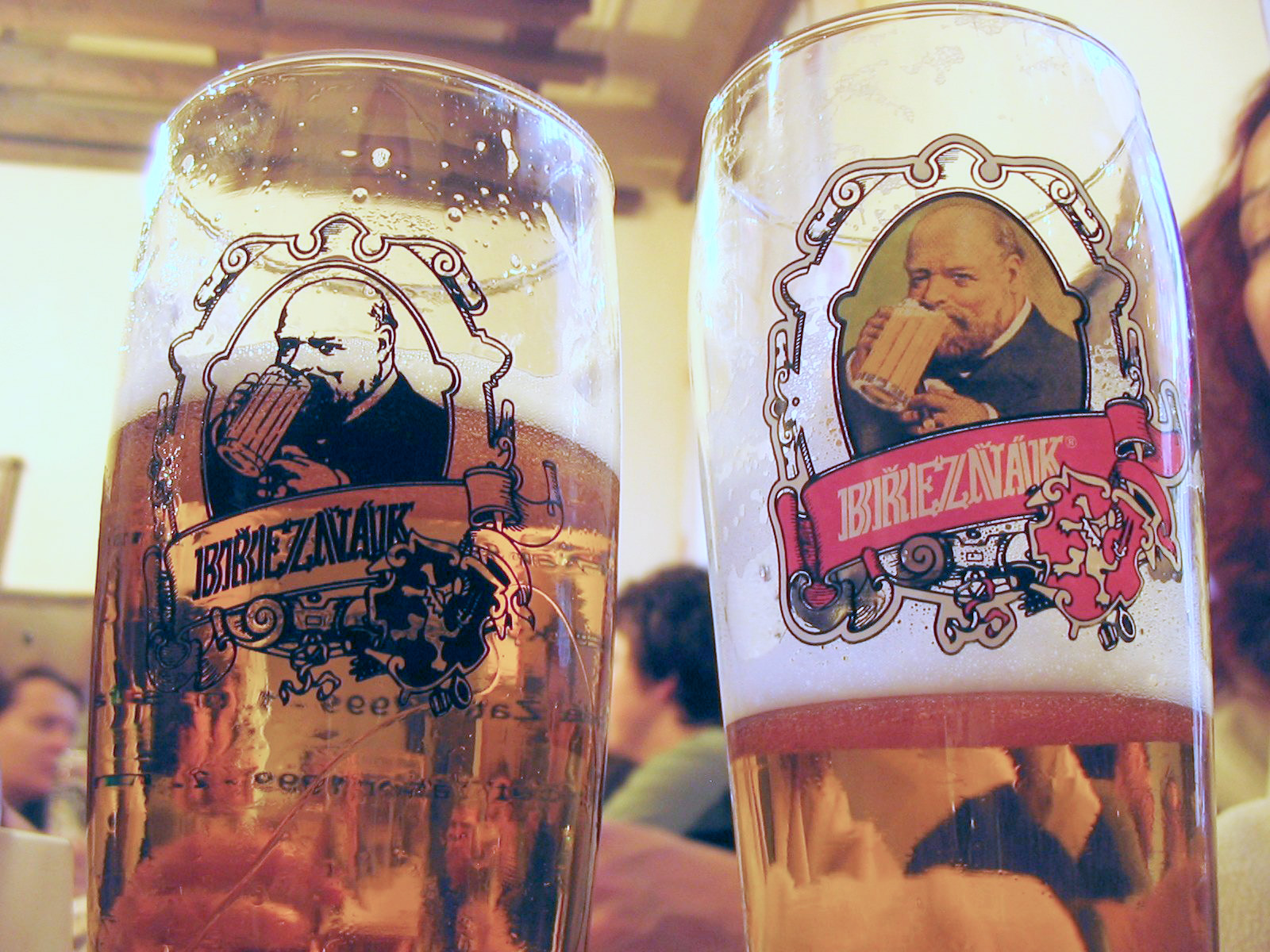
Březňák

Březňák är en ljus öl från Tjeckien med fyllig smak, som började tillverkas 1753.
I Sverige började den spridas lite bättre under den andra hälften av 2009, efter att det lilla nordböhmiska bryggeriet som tillverkar ölen köptes av Heineken.
Březňáks logga pryds av den tjeckiske ölentusiasten Viktor Cibich (1856-1916).